# پیشینه هستی (نجوم)

## انفجار بزرگ
دانشمندان بر این باورند که هستی در حدود ۱۴ میلیارد سال پیش در پی پدیده‌ای عظیم، به نام بیگ بنگ (انفجار بزرگ) در واقع این اتفاق از لحاظ فیزیکی انفجار به حساب نمی‌آید چون زمان و فضا همزمان با بینگ بنگ متولد میشود)) به وجود آمده است. تمامی فضا، زمان، انرژی و موادی که امروزه جهان ما را تشکیل می‌دهند در پس این انفجار بزرگ ایجاد شده‌اند. دنیای پیش از بیگ بنگ یک دنیای بینهایت کوچک، فشرده و داغ بوده است. در نخستین کسرهای ثانیه اول فقط انرژی وجود داشت.
هنگامی که دنیا شروع به بزرگ شدن و سرد شدن نمود، چهار نیروی اولیه (گرانش، الکترو مغناطیس، نیروی ضعیف و نیروی قوی پیوندهای هسته‌ای) ظاهر شدند. کوارک‌ها و سپس ذرات اتمی و ذرات ضد آنها (ضد مواد) به عرصه پیوستند.
ماده و ضد ماده در مجاورت یکدیگر همدیگر را خنثی کرده (با برتری جزئی ماده نسبت به ضد ماده) و تولید انرژی و ماده اولیه یعنی هیدروژن و هلیوم نمودند. پس مانده ضعیف گرمای ناشی از بیگ بیگ همچنان در سراسر آسمان دیده می‌شود

### کهکشانها
در ابتدا توزیع انرژی و ذرات در کل جهان یکسان نبود. این ناهمگونی‌ها این امکان را به انواع نیروها داد تا بتوانند ذرات را گردآوری و متمرکز کنند. این توده سازی و متمرکزسازی آغاز شد تا ساختارهای پیچیده تر به وجود آیند.
تمرکز ذرات منجر به پدیدار شدن غبارها در آسمان گردید و سپس غبارهای فشرده و متمرکز تبدیل به ستاره‌ها و مجموعه‌های ستارگان شدند. مجموعه‌هایی که به آنها کهکشان می‌گوییم. از حرکت و گردش کهکشانها پیداست که ستارگان و گازهای پراکنده و غبارها یی که در یک کهکشان قابل مشاهده هستند تنها یک دهم جرم کل یک کهکشان را تشکیل می‌دهند و بیشتر جرم یک کهکشان مربوط به بخش غیرقابل مشاهده ایست که اصطلاحا «ماده تاریک» خوانده می‌شود. این بخش نامرئی راز سرنوشت کائنات را در بر گرفته است. آیا کائنات تا ابد به انبساط خود ادامه خواهد داد یا اینکه در اثر نیروهای گرانشی که مقدار آن تا به امروز در ماده تاریک مخفی مانده پس از دوره انبساط دوران انقباض را آغاز خواهد نمود.
از دیدگاه توسعه و بسط حیات، آنچه اهمیت دارد این است که هر کهکشان یک کارخانه ستاره سازیست که ستاره‌ها ی خود را از غبارها و ابرهای عظیم تولید می‌کند. هر ستاره یک کارخانه شیمیاییست که در آن عناصر سبک به عناصرسنگین تر و پیچیده تر تبدیل می‌شوند و حیات نیز مجموعه ایست از همین عناصر‌‌‌و مولکول‌های پیچیده. نوع کهکشانها با محاسبه چگونگی توزیع ستارگان و درخشش یا تاریکی آن مشخص می‌شود.

### ابرهای عظیم مولکولی
بیشترین ساکنین کهکشانها ابرهای عظیم مولکولی هستند که مواد اولیه برای تشکیل ستاره‌ها و سیارات را در بردارند. ابری با ضخامت ۳۰۰ سال نوری (هر سال نوری برابراست با حدود ۱۰ تریلیون کیلومتر) جرم کافی برای ساخت ده هزار تا یک میلیون ستاره، هر یک به اندازه جرم خورشید ما را دارد. ۱۰ درصد از این ابر چگالی کافی برای تشکیل چند صد تا چند هزار ستاره را دارد. عمر این ابرها بین ۱۰ تا ۱۰۰ میلیون سال است و بعد از آن از هم می‌پاشند.

## تشکیل عناصر در ستارگان

### غبارها و تولد ستارگان
گرانش بر ذرات خاصی اثر می‌گذارد تا مجموعه‌ای از ذرات را ایجاد نماید که آن‌ها خود جذب‌کننده ذرات دیگرند. در شرایط مناسب، گرانش، قدرت غلبه بر نیروهای مخالف خود را پیدا می‌کند و توده‌ای از غبار را تولید می‌کند که به اندازه کافی، برای آفرینش یک ستاره، فشرده است.
اما این ستاره جوان احتمالاً هنوز در نور مرئی آشکار نیست. این ستاره در میان پوششی از غبار غلیظ و مات احاطه شده‌است. زمانیکه ستاره غبار اطرافش را پراکنده می‌کند، توسط دوربین‌های فروسرخ به صورت نقطه‌ای سوزان در بین یک ابر غلیظ مولکولی قابل رویت می‌شود. در نهایت بادهای ستاره‌ای پس مانده غبارها و ابرها ی مولکولی را کنار می‌زنند و در این زمان با تلسکوپ‌های اپتیکال نیزقابل رویت خواهد بود.
ستارگان بالغ و ترکیبات هسته‌ای
ستارگان جوان در عرصه تلاش برای حفظ تعادل بین نیروی گرانش، که سعی در فرو کشیدن ستاره دارد و فشارهای ناشی از فعل و انفعالات هسته‌ای درون خود، که سعی در از هم پاشیدن ستاره دارد قرار می‌گیرند.
ستاره‌ها ی بالغ به آن تعادل دست پیدا کرده‌اند و تقریباً همه عمر خود را در تعادل سپری می‌کنند.
اندازه ستاره، رنگ آن، درخشش آن و حتی طول عمر آن ارتباط مستقیم با جرم ستاره دارد. ستاره‌ها یی با جرم کمتر از خورشید ما کوتوله‌ها ی قرمزی می‌شوند که تا چندین بیلیون سال زنده‌اند. ستاره‌ای به اندازه خورشید ۱۰ بیلیون سال زندگی می‌کند و ستاره‌ها ی غول پیکر همه سوخت هسته‌ای خود را در ظرف چند میلیون سال با شدت تمام می‌سوزانند.
ستاره‌ها همه عمر در هسته خود هیدروژن را سوزانده و به هلیم تبدیل می‌کنند. در ادامه هلیم نیز به قدری فشرده و داغ می‌شود که به عناصر سنگین‌تر تبدیل می‌گردد. این چرخه تبدیل ادامه دارد. چرخه‌ای که هر لایه آن انرژی و گرمای بیشتر و بیشتری می‌طلبد. این انرژی از انفجارهای ناشی از فعل و انفعالات لایه‌های زیرین تأمین و منجر به تشکیل عناصر سنگین و سنگین تر می‌شود. گرمای زیادی که در ستاره ایجاد می‌شود آن را متورم می‌کند.

### مرگ ستاره
در نهایت سوخت هسته‌ای همه ستارگان روزی تمام می‌شود. آن‌ها تعادل خود را از دست می‌دهند طوری‌که نیروی گرانش غالب می‌شود. تفاوت جرم ستارگان باعث تفاوت در مرگ آن‌ها نیزمی شود. ستاره‌های کم جرم به آرامی باقی‌مانده سوخت خود را سوزانده و می‌میرند. ستاره‌هایی به اندازه خورشید، به سرعت به یک کوتوله سفید به اندازه زمین تبدیل می‌شوند. لایه بیرونی ستاره که از اتمهایی تشکیل شده که در فرایند تبادلات هسته‌ای به وجود آمده‌اند، از آن جدا شده و به شکل ذرات در عرصه بی‌انتهای آسمان رها می‌شوند. هسته یک ستاره غول پیکر تقریباً به شکل آنی منفجر می‌شود. هسته به سمت بیرون پخش می‌شود و با ذراتی برخورد می‌کند که به سمت درون ستاره کشیده شده‌اند. این برخورد با تولید انرژی انبوهی همراه است که هم عناصر سنگین موجود در کائنات را پدیدار می‌نماید و هم منجر به تکه‌تکه شدن ستاره می‌شود. این انفجار ابر نواختر، منشا اولیه همه عناصر سنگین یافت شده در اجرام، ستاره‌ها، سیاره‌ها و فضاهای میان کهکشانهاست.
در اعماق سرد فضا، عناصری مانند کربن، اکسیژن و نیتروژن می‌توانند با عنصر اولیه یعنی هیدروژن ترکیب شده و مولکول‌های پیچیده‌ای را بسازند مخصوصاً در فضاهای با چگالی و غلظت بالاتر که امکان برخورد ذرات به یکدیگر بیشتر است.
تعداد بسیار زیادی از انواع مولکول‌های پیشرفته، به خصوص مولکولهایی که اتم کربن در ترکیب آن‌ها حضور دارد، در فضای میان ستارگان یافت شده‌است.

## شکل‌گیری سیارات

### صفحات سیاره‌ای
مرحله شکل‌گیری یک سیاره ممکن است که به صورت یک صفحه درخشنده یا تاریک در مقابل یک جرم آسمانی درخشان به چشم آید. برخی از این صفحات در انبوه گاز و غبار مخفی و تنها در نور فروسرخ نمایان می‌شوند. صفحات سیاره‌ای دیگر به صورت گرده‌های ذراتی شبیه به ستاره‌های دنباله‌دار دیده می‌شوند که در اثر وزش بادهای ستاره‌ای شکل گرفته‌اند.
وسعت هر یک از این مناطق سیاره خیز بیش از ۲۰ برابر منظومه شمسی ما است. همه ذرات و مواد موجود در صفحات سیاره‌ای در یک جهت در حال چرخش به دور یک ستاره می‌باشند.
محتویات صفحات سیاره‌ای، شامل مولکول‌های پیچیده‌ای است که برخی از آن‌ها تنها در شرایط موجود دراین گونه صفحات به وجود می‌آیند و برخی مولکولهایی هستند که در فضاهای میان ستاره‌ها و کهکشان‌ها نیز یافت شده‌اند.

### تشکیل اجرام
ضمن گردش صفحات به دور ستاره، گرانش به انبوه این ذرات اجازه تشکیل اجرام کوچک را می‌دهد. فلزات سنگین و سیلیکاتها در معرکه داغ محدوده نزدیک به ستاره نیز دوام می‌آورند اما ذرات سبک تر و مولکول‌های فرار از جمله آب و گاز هیدروژن در قسمت‌هایی از صفحه که از ستاره دورتر است امکان ادامه حیات دارند.
توده‌ها ی ذرات سنگین پس از اینکه جرم کافی به دست آوردند شروع به سخت شدن می‌نمایند و در اثر برخورد و تصادم ذرات با آن‌ها رفته رفته اجرام بزرگی می‌شوند. سرانجام این توده‌ها و اجرام با یکپارجه شدن و جذب گازها و غبار اطراف بر فضای خود مسلط می‌شوند.

## شکل‌گیری سیاراتی چون زمین و مشتری
اختلافات ماهرانه در توزیع ذرات میان قسمت‌های مختلف یک صفحهٔ سیاره‌ای تعیین‌کنندهٔ مکان و بزرگی سیارات در آن صفحه است.
اجرام کوچک صخره‌ای و فلزی در منظومهٔ خورشیدی سیاره‌ای همچون زمین را به شکل گدازان پدید آورده‌اند. در پی سرد شدن این سیارات لایه‌های سخت آن‌ها تشکیل می‌شود. احتمال می‌رود که با گذشت زمان همهٔ بخش‌های این سیارات منجمد گردد. این سیارات تحت بمباران‌های اجرام کوچک صخره‌ای قرار می‌گیرند که حامل عناصر و مولکول‌هایی از جمله مهم‌ترین عنصر شناخته‌شدهٔ حیات یعنی آب می‌باشند.
اجرام سرد و یخی که در فاصلهٔ بیشتری از خورشید قرار داشتند سیاره‌ای چون مشتری را به وجود آورده‌اند. این سیارات ممکن است دارای هسته‌های فلزی و سخت باشند ولی سطح خارجی آن‌ها به شکل مایع و پوشیده از لایه‌های گازاست. ساختار سیاره‌ای چون مشتری بسیار شبیه ستاره‌ای‌ست که گرد آن در گردش است. این سیارات نیز مدام تحت آماج برخوردهای اجرام کوچک قرار می‌گیرند.